# Bahawalnagar (Distrikt)
Der Distrikt Bahawalnagar ist ein Verwaltungsdistrikt in Pakistan in der Provinz Punjab. Sitz der Distriktverwaltung ist die gleichnamige Stadt Bahawalnagar.
Der Distrikt hat eine Fläche von 8878 km² und nach der Volkszählung von 2017 2.981.919 Einwohner. Die Bevölkerungsdichte beträgt 335 Einwohner/km². Im Distrikt wird zur Mehrheit die Sprache Panjabi gesprochen.

## Geografie
Die Grenzen von Bahawalnagar im Osten und Süden berühren indisches Territorium, während der Distrikt Bahawalpur im Westen liegt und der Fluss Sutlej die Nordgrenze bildet.

## Geschichte
Das Gebiet war früher Teil des Fürstenstaats Bahawalpur, der 1956 aufgelöst wurde.

## Demografie
Zwischen 1998 und 2017 wuchs die Bevölkerung um jährlich 1,96 %. Von der Bevölkerung leben ca. 21 % in städtischen Regionen und ca. 79 % in ländlichen Regionen. In 481.276 Haushalten leben 1.514.866 Männer, 1.466.876 Frauen und 177 Transgender, woraus sich ein Geschlechterverhältnis von 103,3 Männer pro 100 Frauen ergibt und damit einen für Pakistan üblichen Männerüberschuss.
Die Alphabetisierungsrate in den Jahren 2014/15 bei der Bevölkerung über 10 Jahren liegt bei 52 % (Frauen: 42 %, Männer: 61 %).
| Jahr | Einwohnerzahl |
| ---- | ------------- |
| 1972 | 1.073.891     |
| 1981 | 1.373.747     |
| 1998 | 2.061.447     |
| 2017 | 2.981.919     |